# Ревой, Пьер
Пьер Анри́ Рево́й или Ревуа́ль (фр. Pierre Henri Révoil; 12 июня 1776 года, Лион — 19 марта 1842 года, Париж) — французский живописец исторического жанра, преподаватель и коллекционер, собиравший произведения искусства эпохи Средних веков и Возрождения.

## Биография
Пьер Ревой появился на свет 12 июня 1776 года в Лионе, в приходе церкви Сен-Низье, в семье скорняка Антуана Ревоя и его жены Маргариты Понсе. Семья Ревоя была небогата, но родители сумели дать сыну образование в Центральной школе Лиона. В 1793 году на фоне разорения Лиона революционной армией семья Ревоя обеднела, и Ревою пришлось наняться на работу на фабрику по производству обоев в качестве художника. По эскизам Ревоя на фабрике стали изготовлять обои с актуальными, в том числе, и революционными сюжетами. Однако роль художника по обоям тяготила юношу, поэтому вскоре он уехал в Париж и поступил на обучение в мастерскую Жака-Луи Давида, главный художественный центр того времени. С 1795 года он продолжил своё обучение уже официально в стенах парижской Школы изящных искусств.
На первых порах, молодой Ревой получил известность своими революционно-патриотическими картинами, вдохновлёнными ампиром школы Давида и монументальной росписью старинных античных ваз. Но, после прихода к власти Наполеона, взгляды Ревоя быстро стали более правыми. Его картина «Наполеон Бонапарт поднимающий город Лион из руин», написанная в 1805 году по мотивам подавления революционным правительством Лионского восстания, привлекла благосклонное внимание императора.
По мере того, как настроения общества становились более правыми, Ревой стал автором крупных религиозных картин и одним из представителей так называемого стиля трубадуров с характерной для стиля идеализацией христианского Средневековья.
Картины Ревоя хорошо расходились, а сам он приобрёл популярность в высшем свете Лиона. Ревой открыл собственную художественную школу, коллекционировал антиквариат и сочинял романсы, которые сам же и исполнял на светских вечерах королевского двора. В 1814 году художник был награждён орденом Почётного легиона (в степени кавалера).
После падения империи Наполеона, Ревой поддержал режим Второй Реставрации. В 1816 году, в возрасте 40 лет, он женился в Экс-эн-Провансе на 18-летней старшей дочери своего двоюродного брата, и в 1818 году переехал из Лиона в Прованс. Вернувшись в родной город спустя пять лет, он возобновил руководство школой, которой управлял вплоть до 1830 года, и продал королю Франции свою коллекцию антиквариата.
В 1830 году во Франции произошла Июльская революция, власть старшей ветви династии Бурбонов была свергнута. Ревой, известный как ярый реакционер, бежал в Прованс, бросив своих учеников и школу. Обнищавший Пьер Ревой скончался в 1842 году в съёмной мансарде на улице Сены в Париже.
Писательница Луиза Коле, урождённая Ревой, приходилась художнику невесткой. Один из сыновей Ревоя, Анри Антуан (1822—1900), стал архитектором, второй, Бенедикт-Анри (1816—1882) — романистом и путешественником.
Среди многочисленных учеников Ревоя были Жан-Клод Боннефон, Жан Ипполит Фландрен и Виктор Орсель. Известный художник Флёри Франсуа Ришар был его единомышленником и другом.

## Коллекция
Помимо преподавания, Ревой занимался коллекционированием антиквариата. Он собирал средневековый антиквариат: доспехи, посуду, гобелены, картины, рукописи. Каждый экспонат своего личного музея Ревой использовал, в том числе, для преподавания. Он демонстрировал подлинные предметы старины на занятиях, чтобы сделать исторические картины своих воспитанников более достоверными, и заставлял их, в качестве тренировки, зарисовывать некоторые из них.
Свою коллекцию Ревой сделал доступной общественности. В 1814 году одним из посетителей его коллекции стал граф д’Артуа, будущий король Франции Карл X, который осмотрел её во время своего визита в Лион. Коллекция понравилась королю, поэтому в 1828 году, в период его правления, она была приобретена для Лувра, где находится по сей день.

## Галерея

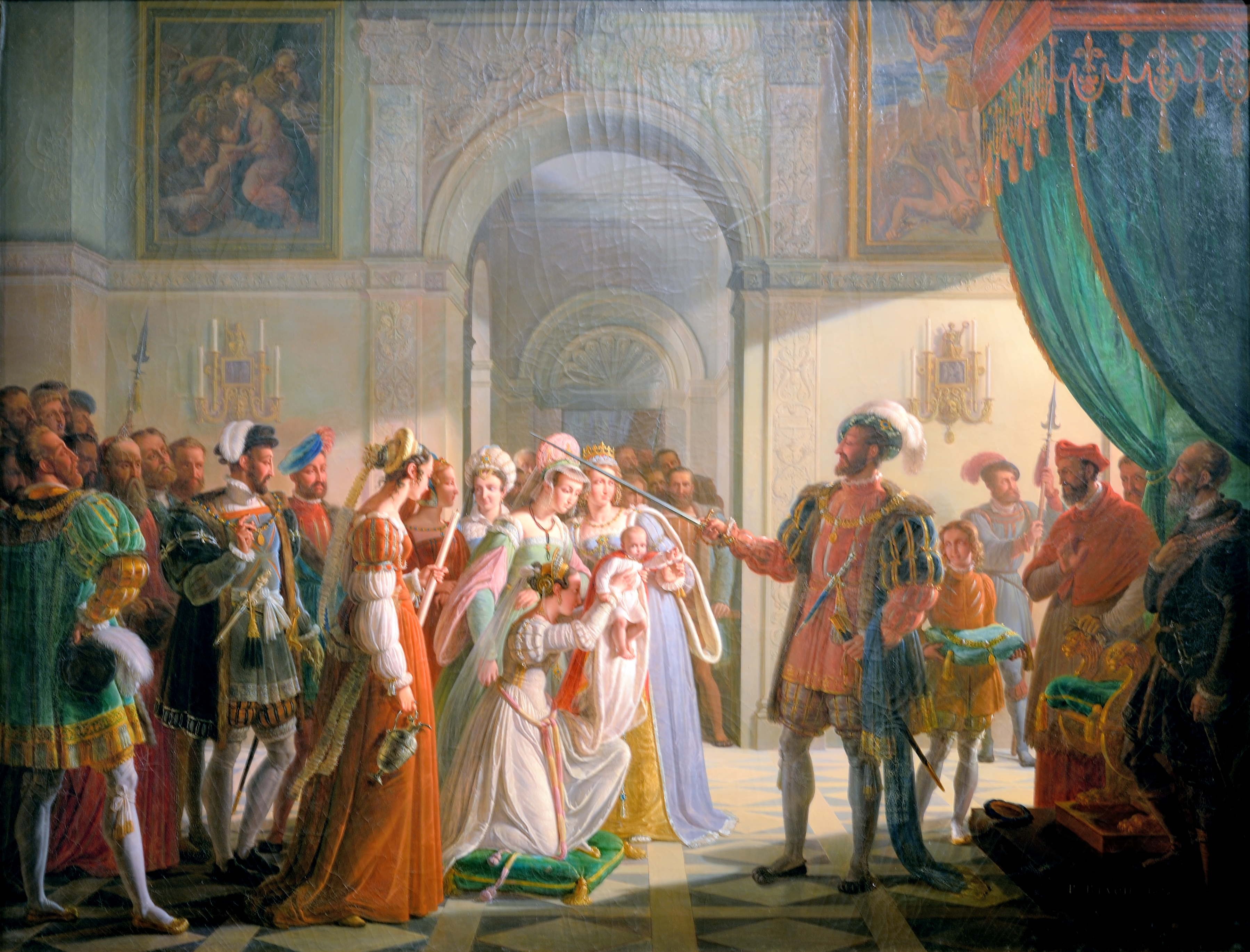
Король Франциск I посвящает в рыцари своего сына, будущего Франциска II. Лионский музей изобразительных искусств.
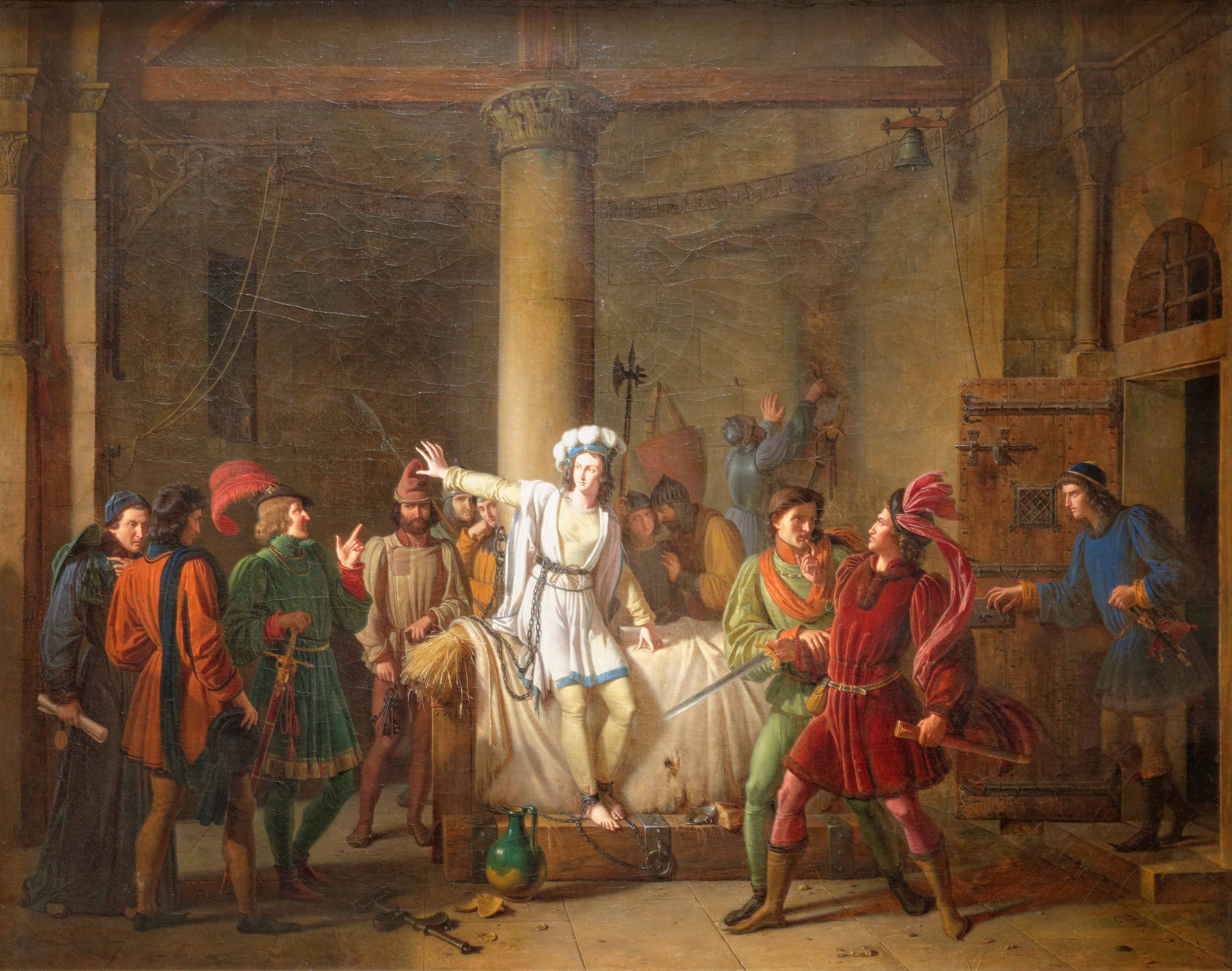
Арестованная Жанна д’Арк в Руане. Лионский музей изобразительных искусств.
Рене Добрый в доме Паламеда де Форбена. Частная коллекция.
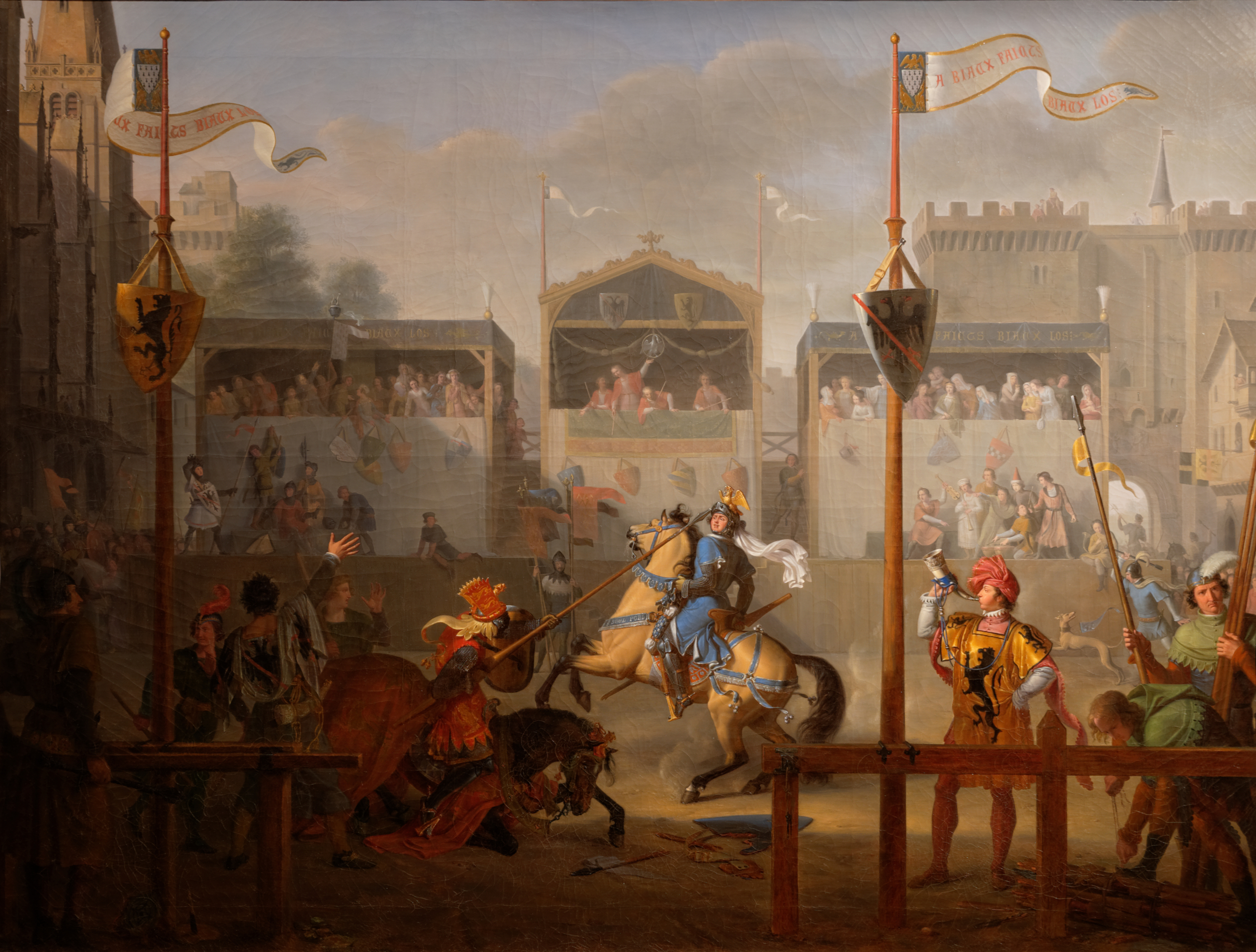
Турнир. Лионский музей изобразительных искусств.
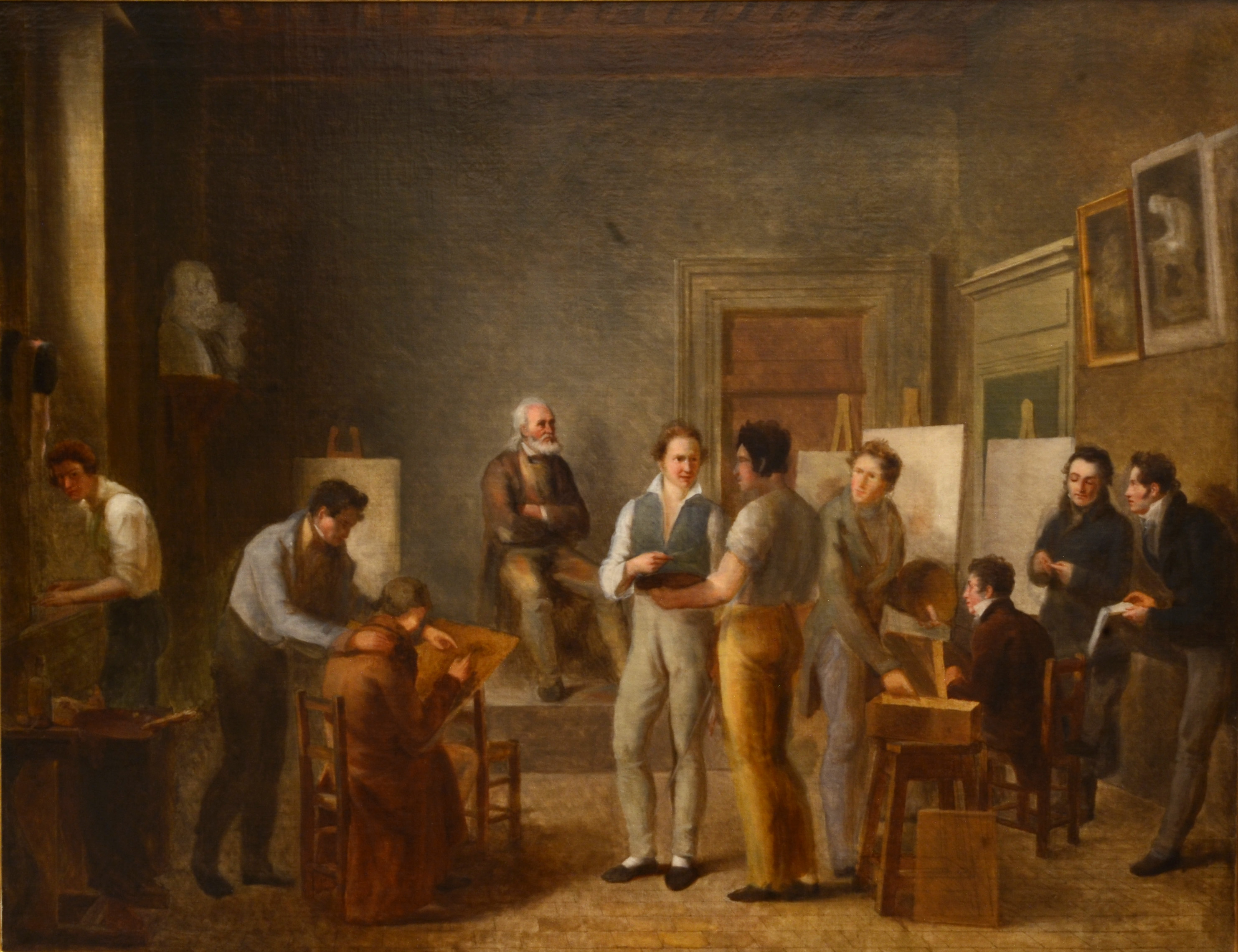
Класс рисования в художественной школе Лиона. Лионский музей изобразительных искусств.
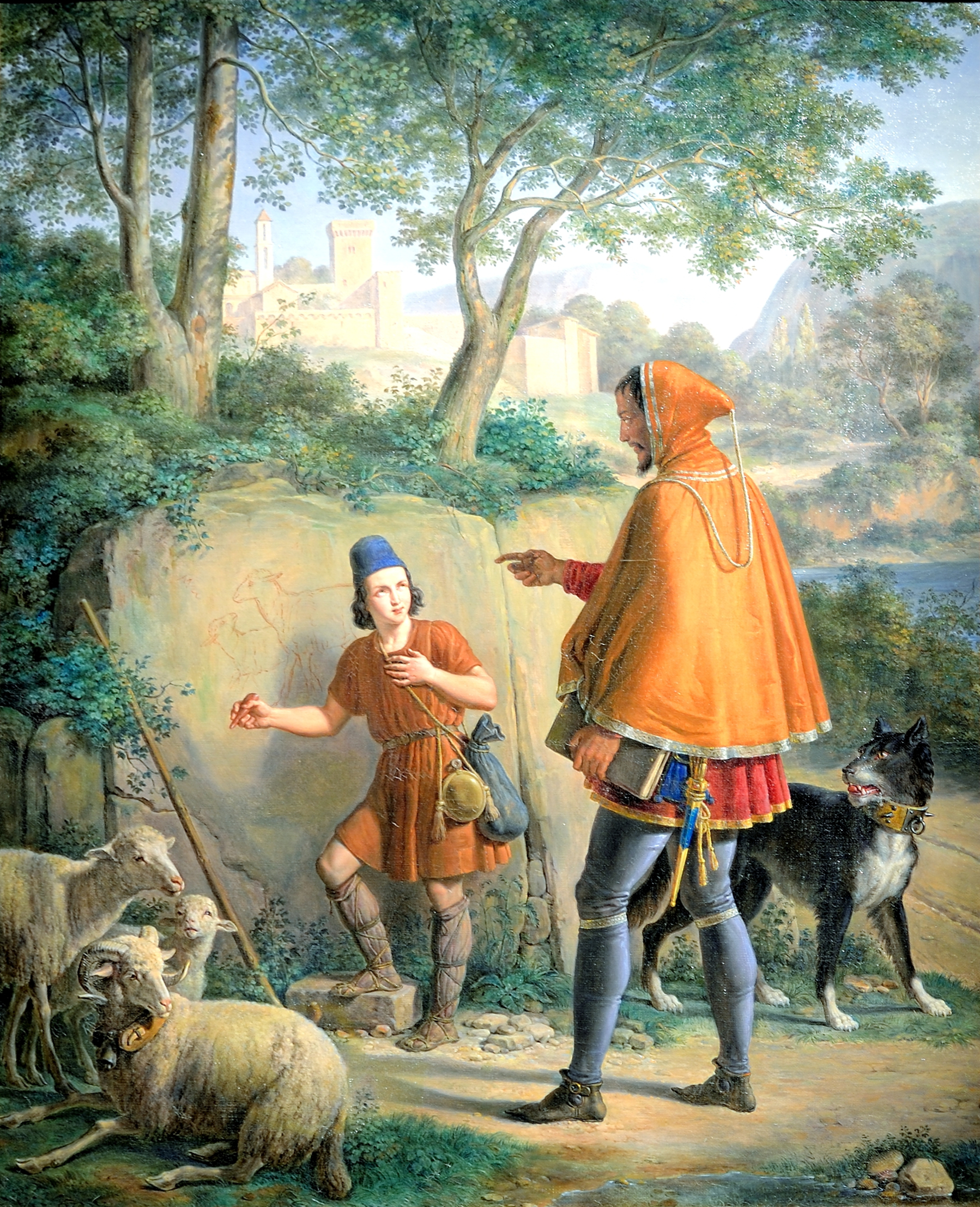
Юность Джотто. Музей Гренобля (англ.).
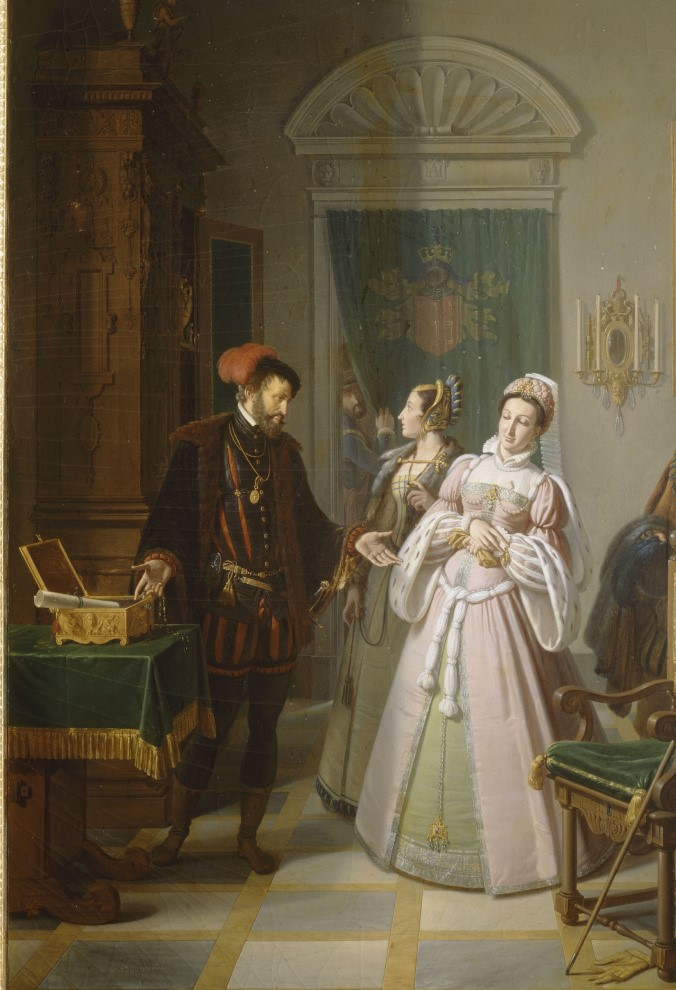
Король Наварры и Жанна д’Альбре.
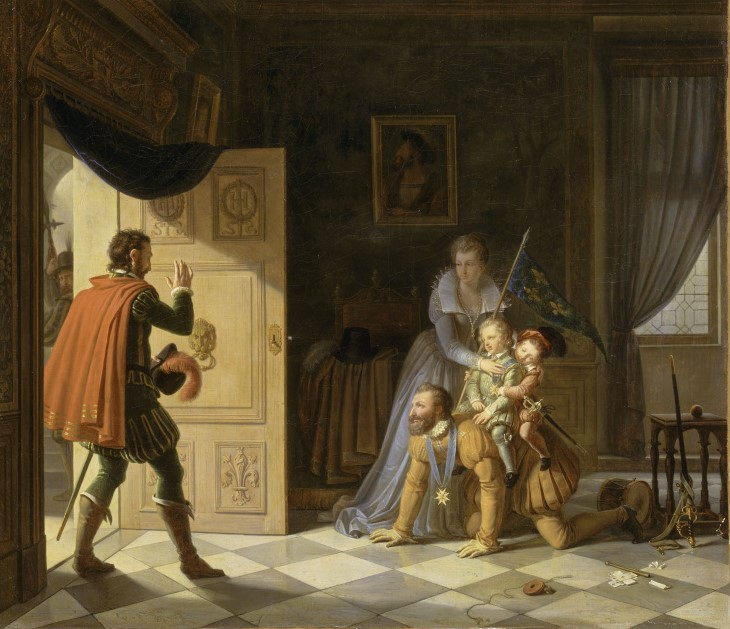
Король Генрих IV и его дети. Музей замка По.
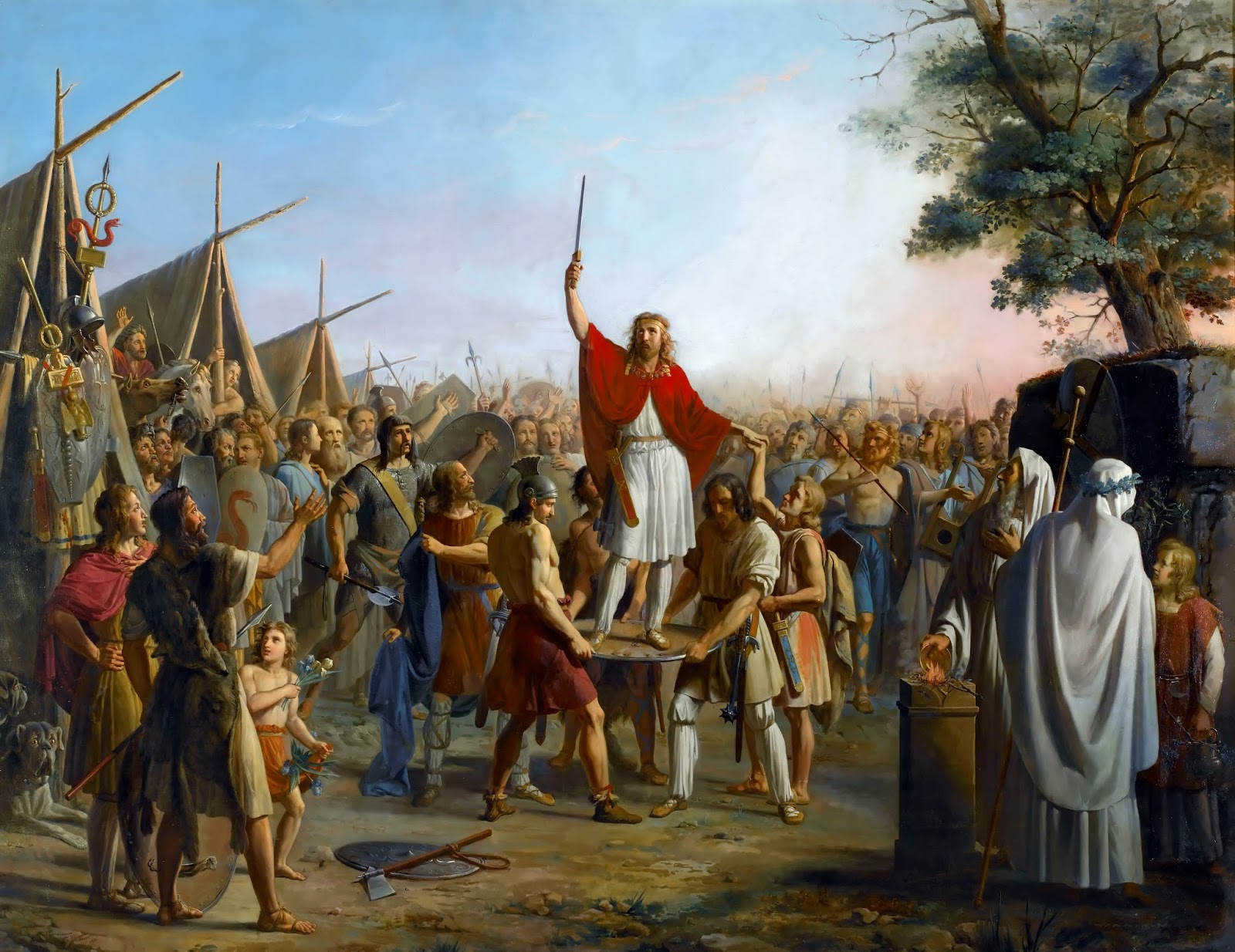
Фарамонд ораторствует перед франками. Версаль.
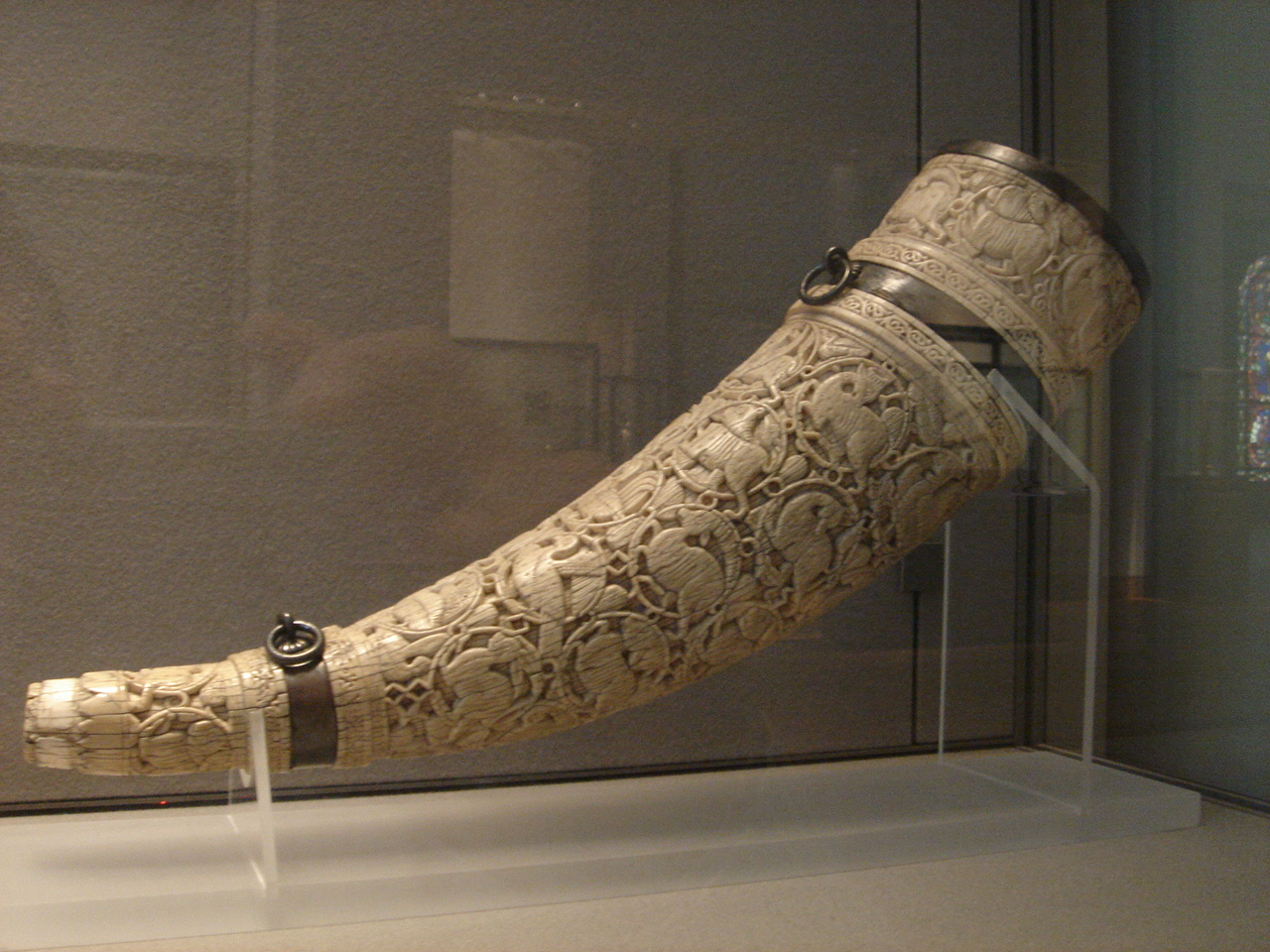
Рог XI века из коллекции художника. Лувр.

Также художник является создателем картины «Король Филипп Август принимает орифламму в Сен-Дени» 1841, Версаль.